# British Board of Film Classification
Pour les articles homonymes, voir BBFC.
Le British Board of Film Classification (BBFC) est, au Royaume-Uni, l'organisme non-gouvernemental responsable du classement des films de cinéma, de toutes les productions vidéo — dont les programmes de télévision, les bandes-annonces, les publicités —, et accessoirement des jeux vidéo (qui relèvent de la loi sur les enregistrements vidéo de 1984 (en)).
Cet organisme fut fondé en 1912 par l'industrie cinématographique britannique sous le nom « British Board of Film Censors ».

## Évaluation des films
Les autorités locales ont le dernier mot au Royaume-Uni sur la classification des œuvres cinématographiques puisque le Conseil étudie en premier temps la création, l'indique avec les marqueurs, puis les cinémas adoptent ou non.

## Évaluation des jeux vidéo
Bien que son rôle soit centré sur les productions cinématographiques, les éditeurs de jeux doivent également soumettre leurs créations au BBFC avant publication. À titre d'exemple, en 1997, Carmageddon fut refusé : une version modifiée a alors été réalisée et a pu être certifiée « 18 » (18 ans et plus). Depuis 2003, le système européen PEGI a été mis en place, le BBFC continue toutefois d'évaluer certains jeux. En 2012, le système BBFC disparait au profit de la norme PEGI.

## Indications visuelles
| Symbole | Description du symbole                      | Nom | Définition |
| ------- | ------------------------------------------- | --- | --- |
|         | Triangle vert contenant la lettre « U »     | « Universel » | Tout public. |
|         | Triangle jaune contenant les lettres « PG » | « Enfants guidés par les parents » | Tout public, mais présence des parents fortement conseillée, certaines scènes pouvant heurter les jeunes enfants.                                                                                     |
|         | Rond orange contenant l'inscription « 12A » | « Convient pour les 12 ans et plus » | Seulement autorisés aux enfants de moins de 12 ans accompagnés par un adulte majeur et particulièrement destiné aux contenus cinématographiques.                                                      |
|         | Rond rouge contenant le nombre « 12 »       | « Convient pour les 12 ans et plus » | Interdit aux moins de 12 ans, particulièrement destiné aux contenus vidéo-ludiques tels que les jeux vidéo ou les œuvres destinées à être publiées sur internet.                                      |
|         | Rond rouge contenant le nombre « 15 »       | « Convient seulement pour les 15 ans et plus » | Interdit aux moins de 15 ans, l'œuvre a dû afficher de la discrimination, de la drogue, du langage vulgaire, de la nudité, du sexe, ou encore de la violence pour avoir été classifié de cette façon. |
|         | Rond rouge contenant le nombre « 18 »       | « Convient uniquement aux adultes » | Interdit aux moins de 18 ans. |
|         | Rectangle bleu contenant le texte « R18 »   | « À montrer uniquement dans les cinémas spécialement autorisés, ou seulement dans les boutiques sexuelles autorisées, et aux adultes exclusivement » | Interdit aux moins de 18 ans, et distribué uniquement dans les cinémas spécialement autorisés, ou seulement dans les boutiques sexuelles autorisées, et aux adultes exclusivement.                    |

## Ancienne indications visuelles

### Classification abandonnée
| Symbole | Description du symbole                  | Nom                                                                                    |
| ------- | --------------------------------------- | -------------------------------------------------------------------------------------- |
|         | Triangle vert contenant le texte « Uc » | Universal Children Tout public, convient aux jeunes enfants (en vigueur jusqu'en 2009) |

### Identité visuelle utilisée de 1982 à 2002
| Symbole                                                                           | Description du symbole                                                                                   |
| --------------------------------------------------------------------------------- | --- |
|                                                                                   | BBFC U — Tout public                                                                                     |
| BBFC UC — Convient à tous, mais particulièrement approprié aux enfants en bas-âge | BBFC UC — Tout public, convient aux enfants en bas âge                                                   |
|                                                                                   | BBFC PG — Accord parental (convient à tous, mais certaines scène peuvent heurter les jeunes spectateurs) |
|                                                                                   | BBFC 12 — Interdit aux moins de 12 ans (vidéo et jeu vidéo)                                              |
|                                                                                   | BBFC 12A — Interdit aux moins de 12 ans (cinéma)                                                         |
| BBFC 15 — Interdit aux moins de 15 ans                                            | BBFC 15 — Interdit aux moins de 15 ans                                                                   |
|                                                                                   | BBFC 18 — Interdit aux moins de 18 ans                                                                   |
|                                                                                   | BBFC R18 — Interdit aux moins de 18 ans et distribué dans les lieux spécialisés                          |